# Les Chéris
Les Chéris és un municipi francès situat al departament de la Manche i a la regió de Normandia. L'any 2007 tenia 249 habitants.

## Demografia

### Població
El 2007 la població de fet de Les Chéris era de 249 persones. Hi havia 92 famílies de les quals 12 eren unipersonals (8 homes vivint sols i 4 dones vivint soles), 38 parelles sense fills, 34 parelles amb fills i 8 famílies monoparentals amb fills.
La població ha evolucionat segons el següent gràfic:
Habitants censats

### Habitatges
El 2007 hi havia 118 habitatges, 93 eren l'habitatge principal de la família, 14 eren segones residències i 11 estaven desocupats. Tots els 118 habitatges eren cases. Dels 93 habitatges principals, 75 estaven ocupats pels seus propietaris, 16 estaven llogats i ocupats pels llogaters i 2 estaven cedits a títol gratuït; 2 tenien dues cambres, 10 en tenien tres, 22 en tenien quatre i 59 en tenien cinc o més. 55 habitatges disposaven pel capbaix d'una plaça de pàrquing. A 38 habitatges hi havia un automòbil i a 53 n'hi havia dos o més.

### Piràmide de població
La piràmide de població per edats i sexe el 2009 era:
| Homes | Edats   | Dones |
| ----- | ------- | ----- |
| 0     | 95 o +  | 0     |
| 0     | 90 a 94 | 0     |
| 4     | 85 a 89 | 8     |
| 8     | 80 a 84 | 0     |
| 4     | 75 a 79 | 4     |
| 4     | 70 a 74 | 4     |
| 0     | 65 a 69 | 8     |
| 8     | 60 a 64 | 4     |
| 4     | 55 a 59 | 4     |
| 12    | 50 a 54 | 12    |
| 4     | 45 a 49 | 4     |
| 4     | 40 a 44 | 0     |
| 16    | 35 a 39 | 8     |
| 8     | 30 a 34 | 8     |
| 12    | 25 a 29 | 16    |
| 4     | 20 a 24 | 0     |
| 4     | 15 a 19 | 4     |
| 4     | 10 a 14 | 8     |
| 12    | 5 a 9   | 12    |
| 8     | 0 a 4   | 8     |

## Economia
El 2007 la població en edat de treballar era de 154 persones, 114 eren actives i 40 eren inactives. De les 114 persones actives 110 estaven ocupades (63 homes i 47 dones) i 5 estaven aturades (3 homes i 2 dones). De les 40 persones inactives 22 estaven jubilades, 7 estaven estudiant i 11 estaven classificades com a «altres inactius».

### Ingressos
El 2009 a Les Chéris hi havia 93 unitats fiscals que integraven 255 persones, la mediana anual d'ingressos fiscals per persona era de 17.541 €.

### Activitats econòmiques
Dels 5 establiments que hi havia el 2007, 4 eren d'empreses de construcció i 1 d'una empresa d'hostatgeria i restauració.
Dels 4 establiments de servei als particulars que hi havia el 2009, 2 eren paletes, 1 guixaire pintor i 1 fusteria.
L'any 2000 a Les Chéris hi havia 25 explotacions agrícoles que ocupaven un total de 481 hectàrees.

## Poblacions més properes
El següent diagrama mostra les poblacions més properes.